# Acidobacteriota
Phylum
Synonymes
- Acidobacteriota Whitman et al. 2018
- Acidobacteraeota Oren et al. 2015
- Acidobacteria Thrash & Coates 2010

Les Acidobacteriota sont un phylum du règne des Pseudomonadati au sein du domaine Bacteria. Son nom provient de Acidobacterium qui est le genre type de ce phylum.
Comme leur nom l'indique, elles sont acidophiles. Bien que très peu étudiée, cette division contribue particulièrement aux écosystèmes[réf. nécessaire].

## Taxonomie
Ce phylum est proposé dès 2010 par J.C. Thrash et J.D. Coates dans la deuxième édition du Bergey's Manual of Systematic Bacteriology sous le nom de « Acidobacteria ». Ce n'est qu'en 2021 qu'il est publié de manière valide par Oren et Garrity après un renommage conforme au code de nomenclature bactérienne (le nom du phylum devant être dérivé de celui de son genre type, en l'occurrence Acidobacterium, par adjonction du suffixe -ota conformément à une décision de l'ICSP en 2021).

## Liste de classes
Selon la LPSN (12 avril 2025) ce phylum contient cinq classes publiées de manière valide :
- Blastocatellia Pascual et al. 2016
- Holophagae Fukunaga et al. 2008
- Terriglobia Thrash & Coates 2022
- Thermoanaerobaculia Dedysh & Yilmaz 2018
- Vicinamibacteria Dedysh & Yilmaz 2018

### "Candidatus"
Selon la LPSN (12 avril 2025), deux classes candidatus ont été décrites mais leur nom est invalide car elles n'ont pas été publiées de manière conforme au Code International de Nomenclature Bactérienne :
- « Ca. Aminicenantia » Chuvochina et al. 2023
- « Ca. Polarisedimenticolia » Flieder et al. 2021